# HD 184996
HD 184996，又名CP-66 3447，SAO 254627、HR 7455，是一颗恒星，视星等为6.09，位于銀經330.29，銀緯-29.68，其B1900.0坐标为赤經19h 31m 56.2s，赤緯-66° -29.68′ 50″。